# Кавказький фронт (Громадянська війна в Росії)
Кавка́зький фронт (Громадянська війна в Росії) — оперативно-стратегічне об'єднання (фронт) Червоної армії на Кавказі в ході Громадянської війни.

## Історія створення
Створений постановою РВСР від 16 січня 1920 в результаті перейменування Південно-Східного фронту. Головним завданням фронту було завершити ліквідацію північно-кавказького угрупування військ Денікіна і звільнити Кавказ.
Штаб фронту розташовувався в Міллерово, а потім у Ростові-на-Дону.